# Campeonato Panamericano de Balonmano Masculino Junior de 1999
El III Campeonato Panamericano de Balonmano Masculino Junior de 1999 se disputó entre el 28 de febrero y el 5 de marzo de 1999  en Guaynabo, Puerto Rico. y es organizado por la Federación Panamericana de Balonmano Este campeonato entregó dos plazas para el Campeonato Mundial de Balonmano Masculino Junior de 1999

## Primera fase

### Grupo A
| Equipo   | PTS | J | G | E | P | GF | GC | DG  |
| -------- | --- | - | - | - | - | -- | -- | --- |
| Brasil   | 4   | 2 | 2 | 0 | 0 | 49 | 27 | +22 |
| Colombia | 2   | 2 | 1 | 0 | 1 | 36 | 43 | -7  |
| Canadá   | 0   | 2 | 0 | 0 | 2 | 28 | 43 | -15 |

#### Resultados
| Fecha      | Hora  | Partido³ | Partido³ | Partido³ | Resultado |
| ---------- | ----- | -------- | -------- | -------- | --------- |
| 28.02.1999 | 16:00 | Brasil   | -        | Colombia | 28-14     |
| 1.03.1999  | 20:00 | Colombia | -        | Canadá   | 22-15     |
| 2.03.1999  | 18:00 | Brasil   | -        | Canadá   | 21-13     |

### Grupo B
| Equipo               | PTS | J | G | E | P | GF  | GC | DG  |
| -------------------- | --- | - | - | - | - | --- | -- | --- |
| Argentina            | 6   | 3 | 3 | 0 | 0 | 103 | 53 | +50 |
| Puerto Rico          | 3   | 3 | 1 | 1 | 1 | 71  | 65 | +6  |
| República Dominicana | 3   | 3 | 1 | 1 | 1 | 69  | 76 | -7  |
| Estados Unidos       | 0   | 3 | 0 | 0 | 3 | 37  | 86 | -49 |

#### Resultados
| Fecha      | Hora  | Partido³             | Partido³ | Partido³             | Resultado |
| ---------- | ----- | -------------------- | -------- | -------------------- | --------- |
| 28.02.1999 | 16:00 | Argentina            | -        | República Dominicana | 37-19     |
| 28.02.1999 | 20:00 | Puerto Rico          | -        | Estados Unidos       | 23-12     |
| 1.03.1999  | 18:00 | Argentina            | -        | Puerto Rico          | 29-24     |
| 1.03.1999  | 20:00 | República Dominicana | -        | Estados Unidos       | 26-15     |
| 2.03.1999  | 18:00 | Argentina            | -        | Estados Unidos       | 37-10     |
| 2.03.1999  | 20:00 | Puerto Rico          | -        | República Dominicana | 24-24     |

### 5º al 7º puesto
| Fecha     | Hora² | Partido¹ | Partido¹ | Partido¹       | Resultado |
| --------- | ----- | -------- | -------- | -------------- | --------- |
| 4.03.1999 | 12:00 | Canadá   | -        | Estados Unidos | 31-12     |

### 5º/6º puesto
| Fecha     | Hora² | Partido¹ | Partido¹ | Partido¹             | Resultado |
| --------- | ----- | -------- | -------- | -------------------- | --------- |
| 5.03.1999 | 09:30 | Canadá   | -        | República Dominicana | 30-27     |

## Fase final

### Semifinales
| Fecha     | Hora  | Partido³  | Partido³ | Partido³    | Resultado |
| --------- | ----- | --------- | -------- | ----------- | --------- |
| 4.03.1999 | 16:00 | Brasil    | -        | Puerto Rico | 33-18     |
| 4.03.1999 | 18:00 | Argentina | -        | Colombia    | 25-10     |

### 3º/4º puesto
| Fecha     | Hora² | Partido¹    | Partido¹ | Partido¹ | Resultado |
| --------- | ----- | ----------- | -------- | -------- | --------- |
| 5.03.1999 | 11:00 | Puerto Rico | -        | Colombia | 21-18     |

### Final
| Fecha     | Hora² | Partido¹ | Partido¹ | Partido¹  | Resultado |
| --------- | ----- | -------- | -------- | --------- | --------- |
| 5.03.1999 | 13:00 | Brasil   | -        | Argentina | 23-10     |

| Brasil           |
| Campeón          |
| Brasil 2° título |

### Clasificación general
| Brasil                  |
| Argentina               |
| Puerto Rico             |
| 4. Colombia             |
| 5. Canadá               |
| 6. República Dominicana |
| 7. Estados Unidos       |

## Clasificados al Mundial 1999
| Bandera de Brasil | Bandera de Argentina |
| Brasil            | Argentina            |
| ----------------- | -------------------- |